# Iglesia de San Benito (Vícar)
La iglesia de San Benito o iglesia-fortaleza, situada en el municipio de Vícar (Almería, España), es un edificio religioso con elementos defensivos, de arquitectura mudéjar. Data de la segunda mitad del siglo XVI, siendo construida durante el mandato de Don Antonio Corrionero de Babilafuente, obispo de la diócesis de Almería entre 1558 y 1570. El monumento recibe el régimen de protección de Bien de Interés Cultural; está incoado como tal desde el 6 de marzo de 1985.
Se localiza en la Villa de Vícar, zona histórica y capital del municipio, de naturaleza alpujarreña, en la ladera de la Sierra de Gádor. Su torre, que da el carácter defensivo a la construcción, sufrió un gran deterioro a causa de la rebelión morisca en las Alpujarras en 1568. El templo fue reformado en el año 1647, con elementos mudéjares de par y nudillo. Dentro del templo hay una talla del Cristo de la Salud, que es sacado en procesión en torno al 14 de septiembre, festividad de la Villa.